# Menhir de Prabanta
Le menhir de Prabanta, connu également sous le nom de Su Furconi de Luxia Arrabiosa, est un mégalithe situé près de Morgongiori, commune italienne de la province d'Oristano, en Sardaigne. 

## Description
Le menhir, isolé, se dresse sur un petit plateau à 285 mètres d'altitude, à environ trois kilomètres à l'est-nord-est de Morgongiori.
Il est de forme quadrangulaire avec un bout vaguement conique au sommet et mesure 3,60 m de hauteur ; il est porteur d'une douzaine de cupules d'un diamètre de 2 à 9 cm et d'une profondeur d'environ 1,50 cm.
Comme de nombreuses pierres dressées de Sardaigne, il pourrait s'agir d'une pierre nuragique représentant une divinité.
À proximité du menhir se trouvent les Domus de Janas, un ensemble de nécropoles préhistoriques creusées dans la roche.